# Zderaz
Zderaz – gmina w Czechach, w powiecie Chrudim, w kraju pardubickim.
1 stycznia 2017 gminę zamieszkiwało 276 osób, a ich średni wiek wynosił 42,8 roku.